# Pusztai meténg
A pusztai meténg (Vinca herbacea) a meténgfélék (Apocynaceae) családjába tartozó kúszó szárú évelő növény.

## Élőhely
Száraz gyepekben és erdőszéleken fordul elő. Megtalálható a Csanádi-hát területén is.

## Jellemzők
- A párta sötétkék, olykor lilás, széle ferdén levágott. Márciustól májusig virágzik.
- Levelei átellenes állásúak, a kis meténg leveleinél keskenyebbek és nem örökzöldek.
- Az elfekvő hajtások nem legyökerezők.

## Rokon fajok
- Kis meténg (V. minor)
- Nagy meténg (V. major)